# Молодогеґельянство
Молодогеґелья́нство, ліво-геґельянство — філософська течія, яка виникла в 30—40-х роках ХІХ ст. в Німеччині внаслідок розпаду гегелівської школи  у філософії. Представниками молодогеґельянства були Бруно Бауер, Давид Штраус, Макс Штірнер. До гуртка молодогегельянців входили деякий час Людвіг Феєрбах, а також молоді Карл Маркс і Фрідріх Енгельс, але вони пішли по шляху матеріалістичної критики геґелівської філософії. На відміну від старогеґельянців, які робили з геґелівської філософії найконсервативніші висновки, молодогеґельянці намагалися філософією Геґеля обґрунтувати прагнення радикальної буржуазії до викорінення феодалізму в країні. 
Молодогегельянці критикували релігію, але при цьому не виходили за межі ідеалізму. Вони пропагували культ «критично мислячих осіб», принижували роль народних мас в історії. Карл Маркс і Фрідріх Енгельс у своїх працях «Святе сімейство» і «Німецька ідеологія» піддали молодогеґельянство нищівній критиці.